# Emoia caeruleocauda
Emoia caeruleocauda es una especie de lagarto escincomorfo del género Emoia, familia Scincidae. Fue descrita científicamente por De Vis en 1892.
Habita en Indonesia, Papúa Nueva Guinea, Palaos, Micronesia, Filipinas, Palaos, Vanuatu y Fiyi.